# Aleksiej Kozyriew
Aleksiej Pawłowicz Kozyriew (ros. Алексе́й Па́влович Ко́зырев; ur. 16 sierpnia 1968 w Moskwie) – rosyjski historyk filozofii, kandydat nauk filozoficznych, zastępca dziekana Wydziału Filozofii Moskiewskiego Uniwersytetu Państwowego im. M.W. Łomonosowa. 

## Życiorys
W 1992 roku ukończył studia na wydziale filozofii Moskiewskiego Uniwersytetu Państwowego. Następnie odbył staż naukowy na Uniwersytecie Genewskim (1992) i w Instytucie Teologicznym św. Sergiusza w Paryżu (1997). Od roku 2001 pracuje jako docent w Katedrze Dziejów filozofii rosyjskiej, a w październiku 2020 roku na podstawie rozkazu rektora uczelni Wiktora Sadowniczego został mianowany na stanowisko dziekana. Jest jednym z autorów Wielkiej Encyklopedii Rosyjskiej.